# SN 1997dy
SN 1997dy – supernowa odkryta 1 listopada 1997 roku w galaktyce A041635+0547. W momencie odkrycia miała maksymalną jasność 23,90m.